# بنزيدين
بنزيدين هو مركب عضوي ينتمي إلى مجموعة ثنائيات الأمين العطرية وإلى مجموعة مركبات ثنائي الفينيل. للمركب الصيغة الكيميائية C12H12N2، والتي يمكن كتابتها على الشكل C6H4NH2)2)، ويكون على شكل بلورات صفراء محمرة.
يعد مركب البنزيدين من المواد المسرطنة.

## التحضير
يحضر مركب البنزيدين على خطوتين من نتروبنزين؛ حيث يحول وساطياً إلى مركب 2,1-ثنائي فينيل الهيدرازين بوجود حفاز من الحديد. تؤدي معالجة المركب بالأحماض المعدنية إلى تفاعل إعادة ترتيب إلى البنزيدين؛ بالإضافة إلى تشكل متصاوغات أخرى.
يعد تفاعل إعادة ترتيب البنزيدين من آليات التفاعل المثيرة للاهتمام؛ ويوصف التحول على أنه [5,5] تفاعل سيغماتروبي.

## الخواص
يوجد المركب في الشروط القياسية على شكل بلورات صفراء محمرة ضعيفة الانحلال في الماء.
للمركب خواص حيوية خطيرة فهو من المسرطنات، وخاصة سرطان المثانة؛ إذ أن مسنقلباته تشكل ناتج إضافة مع غوانين الDNA.

## الاستخدامات
يعد مركب البنزيدين أساساً في تحضير مركبات الآزو مثل التولويدين و3،3′-ثنائي كلورو البنزيدين المستخدمة في تحضير الأصبغة مثل أحمر الكونغو.
كما كان المركب في السابق يستخدم للكشف عن وجود الدم؛ إذ كان يضاف إلى العينة بوجود بيروكسيد الهيدروجين (الماء الأكسجيني) ويعطي لون أزرق للكشف.

## اقرأ أيضاً
- إعادة ترتيب البنزيدين
- 4-أمينو ثنائي الفينيل
- 3،′3-ثنائي أمينو البنزيدين